# Embalse del Peñol
Embalse del Peñol är en reservoar i Colombia.   Den ligger i departementet Antioquía, i den centrala delen av landet, 220 km nordväst om huvudstaden Bogotá. Embalse del Peñol ligger 1 881 meter över havet. Arean är 46 kvadratkilometer. Den sträcker sig 14,8 kilometer i nord-sydlig riktning, och 10,7 kilometer i öst-västlig riktning.
Följande samhällen ligger vid Embalse del Peñol:
- Guatapé (5 389 invånare)